# Шапада-дус-Веадейрус
Шапада-дус-Веадейрус (порт. Chapada dos Veadeiros) — национальный парк в Бразилии и объект Всемирного наследия ЮНЕСКО. Представляет собой древнее плато, возраст которого равняется 1,8 млрд. лет. Территориально парк расположен в штате Гояс. Основан 11 января 1961 года на площади в 6250 км²; в последующие годы территория парка многократно сокращалась и к настоящему времени составляет 650 км². В июне 2017 года президент Бразилии Мишел Темер заявил о расширении парка до 2400 км².

## Физико-географическая характеристика
Среднегодовая температура равна 24-26 градусам Цельсия. Минимальные значения равны 4-8 градусам, а максимальные — 40-42.
Высота плато, на котором находится парк, варьируется от 600 до 1650 м над уровнем моря. Это самая высокая равнина в Центральной Бразилии. Доминирующая горная вершина — Серра-да-Сантана (1691 м). Горы сложены кварцем, в некоторых местах имеется обнажение кристаллов. Имеется большое количество водопадов, крупнейший из которых — Рио-Прету-Фолс, высотой 120 м.
В парке насчитывается более 25 видов орхидей, пальмы, перечные деревья и т. д. Среди животных и птиц можно встретить ягуаров, болотных оленей, тапиров, броненосцев, туканов, грифов.

## Галерея

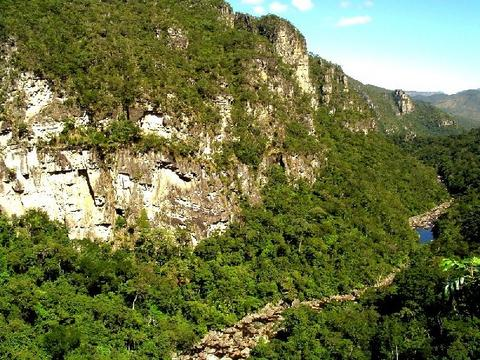
Склоны, покрытые растительностью
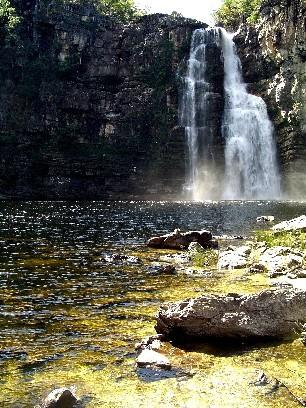
Один из водопадов
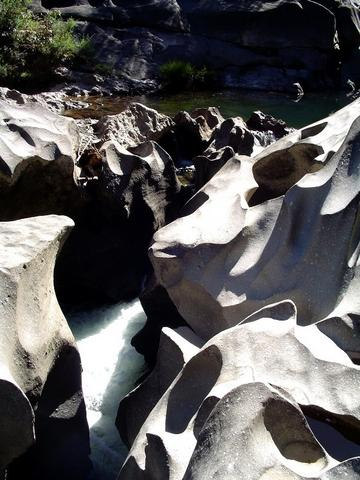
«Лунная долина»